# La Arena, Juárez
La Arena är en ort i Mexiko.   Den ligger i kommunen Juárez och delstaten Chiapas, i den sydöstra delen av landet, 700 km öster om huvudstaden Mexico City. La Arena ligger 31 meter över havet och antalet invånare är 171.
Terrängen runt La Arena är platt. Runt La Arena är det ganska glesbefolkat, med 34 invånare per kvadratkilometer. Närmaste större samhälle är Luis Gil Pérez, 10,7 km norr om La Arena. Trakten runt La Arena består till största delen av jordbruksmark.